# David Skubl
David Franz Skubl (* 18. September 2001) ist ein österreichischer Fußballtorwart.

## Karriere
Skubl begann seine Karriere beim SV Lavamünd. Im September 2011 wechselte er zum Wolfsberger AC. Dort durchlief er ab der Saison 2015/16 auch sämtliche Altersstufen in der Akademie. Im September 2019 gab er sein Debüt für die Amateure der Kärntner in der drittklassigen Regionalliga. Bis zum COVID-bedingten Saisonabbruch 2019/20 kam er zu drei Einsätzen.
Im Oktober 2020 stand er in der UEFA Europa League gegen ZSKA Moskau erstmals im Profikader, zum Einsatz kam er in der Saison 2020/21 aber nie. Für die Amateure machte er in der erneut abgebrochenen Regionalligasaison neunmal zum Zug. Im August 2021 erhielt er beim WAC einen bis 2024 laufenden Profivertrag und wurde fester Teil des Profikaders. Er blieb aber auch 2021/22 ohne Einsatz, für die Amateure machte er 26 Spiele.
Im März 2023 gab Skubl schließlich sein Debüt in der Bundesliga, als er am 20. Spieltag der Saison 2022/23 gegen den TSV Hartberg in der Startelf stand.

## Erfolge
- Österreichischer Cupsieger: 2025